# Microsoft Developer Network
Microsoft Developer Network (マイクロソフト デベロッパー ネットワーク、MSDN) とは、マイクロソフトの開発者ネットワークであり同社が開発者向けに提供するサービスの総称。
2016年には、MSDNとTechNetのコンテンツをMicrosoft Docs (docs.microsoft.com) に移行することが発表された。その後は徐々に移行が進み、古いコンテンツは削除されるかDocsにリダイレクトされるようになっている。Docsでは各ページのデータ（Markdownテキストや画像ファイル）がGitHubで管理されるようになっており、プルリクエスト機能やフィードバック用リポジトリを利用することでコミュニティによる各国語の翻訳改善などの貢献も可能となっている。2022年にはドキュメント類がトレーニングサイトに統合され、Microsoft DocsはMicrosoft Learnに統合された。

## 無償提供サービス

### ライブラリ
マイクロソフトの製品やテクノロジに関わる技術情報および API リファレンスを提供している。後継はMicrosoft Docs。
Windows API、ATL/MFC、VBA、.NET Frameworkなどのリファレンスが含まれる。Docsには.NET CoreやXamarinに関するドキュメントも収録されている。
Microsoft Visual Studioのバージョン2008までは、オフラインで利用可能なMSDNライブラリのスタンドアロン版が付属していた。

### ブログ
マイクロソフト社員専用のブログである。

### フォーラム
マイクロソフトの製品に関する技術的な話題を専門とする電子掲示板。

### サンプル
マイクロソフトやユーザー自身がコーディングしたサンプル コードをアップロードおよび公開提供するためのサービスである。
かつては「MSDN Code Gallery」（日本語版のみ「Code Recipe」）と呼ばれていたが、2019年にサービス終了し、サンプルの管理はMicrosoft Docsサイトに統合された。Code Gallery/Code Recipe はプロジェクト管理を提供しておらず、プロジェクト管理システムを提供しているサービスとして Code Gallery/Code Recipe とは別に CodePlex が提供されていたが、2018年にCodePlexはサービスを終了した。

## 有償提供サービス

### ソフトウェア サブスクリプション
有料の提供サービスとして、開発で使用するための製品やサービスパックなどのソフトウェアを提供するプログラムとして MSDN サブスクリプションが提供されている。
サブスクリプションでは年間契約で同社が発売したほぼ全てのソフトウェアをダウンロード提供している。また、一般発売を前に MSDN サブスクリプションにてソフトウェアが先に公開される。
サブスクリプションは単体契約、またはサブスクリプション契約が含まれる Visual Studio パッケージを購入によって契約が行われる。
サブスクリプションでは、
- Business Solutions - Microsoft Dynamics など
- MSDN Library
- オペレーティングシステム - Microsoft Windows
- アプリケーション - Microsoft Office など
- サーバー - Windows Server や Microsoft Office Servers など
- ツールとリソース - .NET Framework など
- デザイナ向けツール - Microsoft Expression など
- 開発者向けツール - Microsoft Visual Studio ファミリーなど

を提供している。Sun Microsystems, Inc. と Microsoft Corporation との間の和解合意に準拠するため 2005 年末を持って Microsoft Java Virtual Machine が含まれた製品の提供が終了している。

### アカデミック プログラム
MSDN サブスクリプションとは別に、教職員や学生向けに MSDN アカデミック アライアンス (MSDN AA) を提供している。MSDN AA は開発者とデザイナ向けの二種類のサービスに分かれており、サービス別にそれぞれ最新のソフトウェアが提供されている。

## MSDN マガジン
毎月発行される有償購読の雑誌である。テクノロジーに関わる概要や活用テクニック、解説などが取り上げられている。アメリカで提供される雑誌であるが、ウェブサイトでも内容を提供しており、日本語に翻訳した内容も提供されている。